# Mansión de los Velada
La Mansión de los Velada (también conocida como Torre de los Aboín) es un palacio renacentista localizado en la ciudad española de Ávila (provincia de Ávila, comunidad autónoma de Castilla y León). Fue edificado durante el primer tercio del siglo xvi y en la actualidad ha sido reutilizado como hotel. Es destacable su torre de mampostería. Fue declarada bien de interés cultural en la categoría de monumento el 18 de noviembre de 1992 (el decreto fue publicado en el Boletín Oficial del Estado el 30 de diciembre de 1992).